# TV Alterosa Centro-Oeste
TV Alterosa Centro-Oeste é uma emissora de televisão brasileira sediada em Divinópolis, cidade do estado de Minas Gerais. Opera no canal 10 (34 UHF digital), e é afiliada ao SBT. Integra a Rede Alterosa, rede de televisão pertencente aos Diários Associados. Seus estúdios estão localizados no centro da cidade, e sua antena de transmissão está no alto do Morro da Lajinha, no bairro São Luís.

## História
Os Diários Associados participaram de concorrência pública para uma nova emissora de televisão no Centro Oeste mineiro no fim da década de 1990, e em 16 de junho de 1999, o presidente Fernando Henrique Cardoso assinou o decreto de outorga do canal 10 VHF de Divinópolis. A TV Alterosa Centro-Oeste entrou no ar em maio de 2002, tornando-se a terceira filial da Rede Alterosa no interior mineiro. Atualmente, sua cobertura abrange mais de 60 municípios.
Na madrugada do dia 14 de abril de 2015, um ladrão arrombou a sede da TV Alterosa Centro-Oeste em Divinópolis, levando equipamentos utilizados pela redação de jornalismo, como notebooks, tablets e um celular. A ação do bandido, que ainda se furtou em abrir a geladeira da cantina da emissora e roubar os alimentos, foi registrada por câmeras de segurança, sendo amplamente divulgada em seus telejornais. O crime passou a ser investigado pela Polícia Civil, e cerca de um mês depois, o homem identificado como Ítalo Adriano Alves de Souza, de 23 anos, foi preso após uma nova tentativa de arrombamento em uma clínica da região, em 20 de maio.

## Sinal digital
| Canal virtual | Canal digital | Resolução de tela | Programação                                             |
| ------------- | ------------- | ----------------- | ------------------------------------------------------- |
| 10.1          | 34 UHF        | 1080i             | Programação principal da TV Alterosa Centro-Oeste / SBT |

A emissora iniciou suas transmissões digitais em 23 de novembro de 2016, através do canal 34 UHF, em caráter experimental, lançando-o oficialmente em 6 de dezembro do mesmo ano.
Transição para o sinal digital
Com base no decreto federal de transição das emissoras de TV brasileiras do sinal analógico para o digital, a TV Alterosa Centro-Oeste cessou suas transmissões pelo canal 10 VHF em 13 de dezembro de 2022.

## Programas
Além de retransmitir a programação nacional do SBT, atualmente a TV Alterosa Centro-Oeste produz e exibe os seguintes programas;
- Alô Doutor: Programa de entrevistas, com Davi do Valle;
- Alterosa Alerta Centro Oeste: Jornalístico, com Cláudio Miranda;
- Jornal Do Meio Dia: Jornalístico, com Augusto Medeiros;
- Café com TV: Jornalístico sobre agronegócio, com Graziele Raposo e Cláudio Flores (produzido pela TV Alterosa Sul de Minas);
- Centro Oeste Cap: Sorteio do titulo de capitalização do Centro Oeste

Retransmitidos da TV Alterosa Belo Horizonte
• Alterosa Esporte: Jornalístico esportivo, com Leopoldo Siqueira, Isabel Guimarães e a Bancada Democrática com os representantes dos times da capital mineira Fael Lima Clube Atlético Mineiro, Otávio di Toledo América Futebol Clube (Belo Horizonte)  e Hugão Cruzeiro Esporte Clube;
• Alterosa Alerta Minas; jornalismo policial com Thiago Reis e RenatoRios Neto;
- Jornal da Alterosa Minas; Telejornal, com Carolina Saraiva;
- Alterosa Agora: Jornalístico policial, com Álvaro Damião;
- Flash Minas: Programa de auditório, com Lázaro Camilo;
- Bola na Área: Mesa-redonda esportiva, com Álvaro Damião;
- Don & Juan e sua História: Programa de auditório, com Don & Juan;
- Viação Cipó: Revista eletrônica, com Otávio di Toledo
- Em Minas: Programa de Entrevista, com Benny Cohen;

Diversos outros programas compuseram a grade da emissora e foram descontinuados:
- Agora na TV
- Alterosa Comunidade
- Campo & Negócio
- Jornal da Alterosa
- Nossa Gente
- Papo de Redação
- Questões
- Xeque-Mate

## Retransmissoras
| Cidade             | Analógico | Digital | Cidade                 | Analógico | Digital | Cidade      | Analógico | Digital |
| ------------------ | --------- | ------- | ---------------------- | --------- | ------- | ----------- | --------- | ------- |
| Arcos              | -         | 34      | Bom Despacho           | -         | 04 (34) | Casa Grande | 51        | 36*     |
| Cedro do Abaeté    | -         | 48 (38) | Córrego Danta          | 15        | 34*     | Formiga     | 29        | 51      |
| Itaúna             | -         | 03 (34) | Lagoa da Prata         | -         | 55 (34) | Luz         | 06        | -       |
| Nova Serrana       | 21        | -       | Oliveira               | 09        | 34      | Pains       | 02        | 31      |
| Pará de Minas      | 36        | 34      | Pitangui               | -         | 34      | Piumhi      | -         | 56 (34) |
| Pompéu             | 02        | 34      | Santo Antônio do Monte | 10        | 34      | São Gotardo | -         | 31      |
| São Roque de Minas | 08        | 31      | Sete Lagoas            | -         | 03 (34) |             |           |         |

* - Em implantação